# Mi 'mamo se fajn
»We're Gonna Have Fun« je original angleška skladba iz leta 1985, v izvedbi nemške skupine Murhpy, Murphy & Murhy. Izšla je pri založbi EMI. Napisal pa jo je Joachim Hübner (Murphy).

## Gu-Gu
»Mi 'mamo se fajn« je skladba skupine Gu-Gu iz leta 1986, sicer pa je to priredba. Originalni avtor glasbe in angleškega besedila je Nemec Joachim Hübner, slovensko besedilo pa je napisal in priredil Tomo Jurak.

### Snemanje
Producent je bil Čarli Novak, snemanje pa je potekalo v studiu Metro v Ljubljani. Skladba je izšla na njihovem drugem studijskem albumu Mango banana pri založbi ZKP RTV Ljubljana na kaseti in veliki vinilni plošči.

### Produkcija
- Joachim Hübner – glasba, besedilo (original angleško)
- Tomo Jurak – besedilo (slovensko), aranžma
- Čarli Novak – aranžma, producent
- Peter Gruden – tonski snemalec

### Studijska izvedba
- Tomo Jurak – solo vokal, kitara
- Čarli Novak – bas kitara
- Marjan Vidic – bobni
- Igor Ribič – vokal

### Gostje
- Grega Forjanič
- Ivo Žavbi

## Ostale priredbe
- 2009 – Victory
- 2010 - Tomo Ramonika & prijatelji (Golica TV)